# Jaganjče Božji
Jaganjče Božji (lat. "Agnus Dei") je liturgijska molitva u Misi Rimskoga obreda i u euharistijskim službama Anglikanske i Luteranske Crkve te istočnih kršćana zapadnoga obreda. Vjernici mole ovu molitvu dok svećenik lomi kruh. Ovaj zaziv Krista, Božjeg Janjca, molitva je za oproštenje i mir. Nakon molitve slijedi pričešćivanje. Papa Sergije I. uveo je ovu molitvu u Misu u 7. stoljeću. "Jaganjac Božji" je vrlo stari naziv za Isusa Krista. Tako je sv. Ivan Krstitelj nazvao Isusa u Evanđelju po Ivanu: "Evo Jaganjca Božjega koji odnosi grijeh svijeta! (Iv 1,29)".

## Jaganjče Božji na hrvatskom jeziku
```
   Jaganjče Božji, koji oduzimaš grijehe svijeta, smiluj nam se.
   Jaganjče Božji, koji oduzimaš grijehe svijeta, smiluj nam se.
   Jaganjče Božji, koji oduzimaš grijehe svijeta, daruj nam mir.
```

## Jaganjče Božji na latinskom jeziku
```
   Agnus Dei, qui tollis peccata mundi, miserere nobis.
   Agnus Dei, qui tollis peccata mundi, miserere nobis.
   Agnus Dei, qui tollis peccata mundi, dona nobis pacem. 
```